# 盛り泡ろう!
「盛り泡ろう！」（もりあわろう！）は、きいやま商店の2作目の配信限定シングルであり、シングルとしては3作目となる。2017年6月28日配信開始。発売元は、フライング・ハイ。

## 解説
グループにとって2作目の配信限定シングル、シングルとしては約5カ月ぶりに発売された。また同日に『男の泪と泡盛と』も配信開始となり、2曲同時配信された。
沖縄県酒造組合より依頼され製作された泡盛の応援歌。歌詞には、沖縄県内46酒造所と代表銘柄の名前が盛り込まれており、アップテンポに歌い、飲んで歌って踊れる曲を目指しており、同時に泡盛の普及拡大を狙っている。曲作りを提案した組合の玉那覇美佐子会長は「歌いながら46回、乾杯できる曲だ。」、青年部の砂川英之部長は「泡盛離れが進む若い世代や女性が注目するよう心掛けた。この曲と業界の努力が両輪となるようにしたい。」、メンバーは「泡盛で乾杯して盛り上がれるような曲にした。」、曲の振り付けを担当した振付稼業air:manは「誰もが踊れるようなダンスをテーマにした。広く浸透してほしい。」と語っている。また、PVも製作予定で、一般からの出演参加者も募集された。
販売用でのCD化されていないが、沖縄県酒造組合青年部が、泡盛の販売促進に活用する為のプロモーション用として、本曲と『男の泪と泡盛と』の2曲を収録した非売品CDが製作された。
沖縄ちゅらサウンズ 配信週間ランキングで2位を獲得した後、再度2位を2週連続で獲得。

## 収録曲
作詞・作曲：きいやま商店・編曲：不明
1. 盛り泡ろう！

## 収録アルバム
アルバム未収録